# Provença-Alpes-Costa Azul
Provença-Alpes-Costa Azul (em francês:  Provence-Alpes-Côte d'Azur) é uma das 18 regiões administrativas da França. É constantemente chamada de PACA, nome originado por suas iniciais.
Situada na região sul da França, faz limite com a Itália ao leste, com a região Auvérnia-Ródano-Alpes ao norte, com a região Occitânia ao oeste, com Mónaco e banhada pelo mar Mediterrâneo ao sul. 
A região é dividida em seis departamentos e sua prefeitura se situa na cidade de Marselha.

## História
A região é formada por seis departamentos, que eram as províncias da Provença e do Delfinado (Dauphiné) durante o Antigo Regime. Uma parte de Vaucluse é resultado da anexação do condado durante o período revolucionário e a maior parte dos Alpes Marítimos da incorporação do condado de Nice a França durante o Segundo Império Francês.

### Provença
Seu litoral foi colonizado inicialmente pelos gregos e fenícios. Com a invasão recebeu o nome de Provincia Romana, fazendo parte da Gália Transalpina. Foi dominada sucessivamente por vários povos germânicos, como os ostrogodos, os burgúndios e os francos. No ano de 879, a área foi incorporada ao reino da Provença, às vezes chamado Borgonha Cisjurana. No século X, foi incorporada ao reino de Arles.
No início do século XII, foi submetida à jurisdição dos condes de Barcelona e, durante o governo de Pedro II (1177–1213), se viu afetada pela cruzada promovida pelo papa Inocêncio III contra os albigenses (catarismo).
Posteriormente, perdeu toda autonomia, ficando submetida à Casa de Anjou, que governou o território desde 1245 até 1482, quando a região caiu sob o domínio do rei Luís XI da França, sendo anexada ao domínio real em 1486.
Durante a Revolução Francesa, foi dividida em três departamentos: Bocas do Ródano, Var e Alpes Marítimos.

### Condado de Nice
Era uma divisão administrativa do Condado de Saboia, criado em 1388 e anexado definitivamente à França em 1860. Hoje, faz parte do departamento Alpes Marítimos.
Em 1380, a duquesa Joana (Jeanne ou Rainha Jeanne), sem descendentes, adotou Luís de Anjou, irmão do rei Carlos V de França. O primo de Luís assassinou Joana e iniciou uma disputa pela sua sucessão que terminaria com a vitória de Luís de Anjou. Em 1388, foi feito um acordo entre o governador de Nice (Jean Grimaldi de Beuil) e o conde Amadeu VII de Saboia, que incorporou Nice no Ducado de Saboia.

### Condado de Venaissin
Nome da região ao redor da cidade de Avinhão, hoje faz parte do atual departamento de Vaucluse.

### Delfinado
Sua atual capital é Grenoble. Seu último delfim, Humberto II, sem herdeiros, vendeu sua província ao rei francês, Filipe VI, em 30 de março de 1349.

## Geografia

### Demografia
Com uma superfície de 31 838 km2, é a sétima região em extensão na França. Possui 4 900 000 habitantes, sendo a terceira região administrativa francesa mais povoada. A grande maioria de sua população se concentra no litoral junto ao mar Mediterrâneo.
Possui seis departamentos:
- Alpes da Alta Provença
- Alpes Marítimos
- Bocas do Ródano
- Altos Alpes
- Var
- Vaucluse

### Relevo
Compreende zonas de altas montanhas: os Alpes se situam ao sudoeste. Seu pico mais alto é Barre des Écrins (4 102 m). Destaca-se, ainda, a planície litorânea.

### Clima
Clima mediterrâneo influenciado por ventos do norte (o mistral).
- Commons
- Wikiquote
- Wikcionário